# Sogmusobil
Sogmusobil var en svensk psykedelisk rockgrupp.
Johnny Mowinckel från Atlantic Ocean och poeten Einar Heckscher bildade 1970 bandet Telefon Paisa tillsammans med gitarristen Tommy Broman, basisten Labbe Bergström och trummisen Dick Nettelbrandt. En tid medverkade även gitarristen Ingemar Böcker, men ersattes kort därefter av Hans Berggren på saxofon. Detta band blev ökänt för sina oförutsägbara och inte helt nyktra framträdanden.
Telefon Paisa upplöstes senare. Heckscher och Mowinckel bildade då, tillsammans med Nettelbrandt, bandet Sogmusobil, en förkortning för "Stark och god musik utföres snabbt och billigt". År 1971 utgavs det starkt psykedeliska albumet Telefon (Gump 1). Heckscher och Mowinckel samarbetade senare även i bandet Levande Livet, men så sent som 1976 framträdde man under namnet Sogmusobil.

## Medlemmar
- Einar Heckscher – sång, percussion
- Johnny Mowinckel – keyboard, gitarr, percussion, sång
- Dick Nettelbrandt – trummor, sång